# بلاغ‌اتاقی
بلاغ‌اتاقی (به لاتین: Bulaqotağı) یک منطقه مسکونی در جمهوری آذربایجان است که در شهرستان آق‌داش واقع شده است.